# غولول (كورنوال)
غولول (بالإنجليزية: Gulval)‏ هي قرية تقع في المملكة المتحدة في كورنوال.